# 2040
2040 (MMXL) será un año bisiesto comenzado en domingo en el calendario gregoriano. Será también el número 2040 anno Dómini o de la designación de era cristiana, será el cuadragésimo año del Siglo XXI y del III milenio. Será el décimo y último año de la cuarta década del Siglo XXI y el primero del decenio de los años 2040. Será designado como:
- El año del Mono según el Horóscopo Chino.

## Acontecimientos

### Mayo
- 11 de mayo: Se producirá un eclipse solar parcial.
- 26 de mayo: Se producirá un eclipse lunar total.

### Julio
- Juegos Olímpicos de 2040.

### Septiembre
- 8 de septiembre: Alineamiento planetario de Mercurio, Venus, Marte, Júpiter y Saturno.

### Noviembre
- 4 de noviembre: Se producirá un eclipse solar parcial.
- 18 de noviembre: Se producirá un eclipse lunar total.

- Datos: Q12108
- Multimedia: 2040 / Q12108